# The Payback
| 전문가 평가                   | 전문가 평가 |
| 평가 점수                     | 평가 점수   |
| 출처                          | 점수        |
| ----------------------------- | ----------- |
| AllMusic                      | [ 1 ]       |
| Robert Christgau              | B+          |
| eMusic                        | [ 3 ]       |
| The Rolling Stone Album Guide | [ 4 ]       |

《The Payback》은 미국의 음악가 제임스 브라운의 서른일곱 번째 스튜디오 음반이다. 이 음반은 1973년 12월에 폴리도르 레코드에 의해 발매되었다. 이 영화는 원래 《암흑가의 대부》의 사운드트랙이 될 예정이었으나, 이 영화의 제작자들에게 거절당했는데, 이 영화 제작자들은 이것을 "옛날 제임스 브라운의 이야기"라고 일축했다. (브라운 본인을 포함한 널리 반복된 이야기) 래리 코헨 감독이 이 음악을 "장난스럽지만은 않다"고 거절했다는 것이다.) 2주 동안 소울 음반 차트에서 1위를 차지했고, 상위 40위 안에 든 팝 음반 차트를 깼다. 브라운이 유일하게 골드 인증을 받은 스튜디오 음반이었다.

## 배경
《The Payback》은 브라운의 레코딩 경력의 고점으로 평가받고 있으며, 현재 비평가들로부터 획기적인 펑크 음반으로 평가받고 있다. R&B의 히트곡 1위인 복수를 테마로 한 타이틀곡은 그의 가장 유명한 곡 중 하나이며 음반 프로듀서들에게는 특히 많은 샘플의 원천이다. 음악적으로 이 음반은 주로 주기적인 그루브와 재밍이지만, 또한 〈Doing the Best I Can〉과 〈Forever Suffering〉과 같은 곡에서 좀 더 부드러운 소울 기반의 사운드로의 출발을 특징으로 한다.
이 음반은 1992년 앨런 리즈의 라이너 노트로 CD로 재발매되었다.

## 곡 목록
모든 곡들은 특별한 언급이 없는 한 제임스 브라운, 프레드 웨슬리, 찰스 보빗에 의해 작사/작곡하였다.
| #  | 제목                         | 작사·작곡                       | 재생 시간 |
| -- | ---------------------------- | ------------------------------- | --------- |
| 1. | 〈The Payback〉              | 브라운, 웨슬리, 존 "자보"스탁스 | 7:39      |
| 2. | 〈Doing the Best I Can〉     |                                 | 7:42      |
| 3. | 〈Take Some...Leave Some〉   |                                 | 8:33      |
| 4. | 〈Shoot Your Shot〉          | 브라운                          | 8:09      |
| 5. | 〈Forever Suffering〉        |                                 | 5:52      |
| 6. | 〈Time Is Running out Fast〉 |                                 | 12:47     |
| 7. | 〈Stoned to the Bone〉       | 브라운                          | 10:14     |
| 8. | 〈Mind Power〉               |                                 | 12:04     |